# Claude Lemoine
Pour les articles homonymes, voir Lemoine.
Claude Lemoine (né le 21 avril 1932 à Péronne) est un journaliste, dirigeant de télévision, ancien directeur général de France 3 et joueur d'échecs français.
Il fut champion de France en 1958 et membre de l'équipe de France à l'Olympiade d'échecs de 1958.
Il a longtemps tenu, en marge de nombreuses fonctions dans l'audiovisuel, la rubrique des échecs du quotidien Le Monde.